# Посус-ди-Калдас (микрорегион)

Посус-ди-Калдас на карте.

Посус-ди-Калдас (порт. Microrregião de Poços de Caldas) — микрорегион в Бразилии, входит в штат Минас-Жерайс. Составная часть мезорегиона Юг и юго-запад штата Минас-Жерайс. Население составляет 	342 055	 человек (на 2010 год). Площадь — 	4638,992	 км². Плотность населения — 	73,73	 чел./км².

## Демография
Согласно сведениям, собранным в ходе переписи 2010 г. Национальным институтом географии и статистики (IBGE), население микрорегиона составляет:						
| Полное население                             | Полное население                             | Полное население                             | Полное население                             | 342 055 |
| -------------------------------------------- | -------------------------------------------- | -------------------------------------------- | -------------------------------------------- | ------- |
| в том числе:                                 | Городское население                          | 284 504                                      | Процент городского населения, %              | 83,17   |
|                                              | Сельское население                           | 57 551                                       | Процент сельского населения, %               | 16,83   |
|                                              | Мужское население                            | 169 470                                      | Процент мужского населения, %                | 49,54   |
|                                              | Женское население                            | 172 585                                      | Процент женского населения, %                | 50,46   |
| Плотность населения, чел/км²                 | Плотность населения, чел/км²                 | Плотность населения, чел/км²                 | Плотность населения, чел/км²                 | 73,73   |
| Население микрорегиона в % к населению штата | Население микрорегиона в % к населению штата | Население микрорегиона в % к населению штата | Население микрорегиона в % к населению штата | 1,75    |

## Статистика
- Валовой внутренний продукт на 2003 год составляет 2 964 111 456,00 реалов (данные: Бразильский институт географии и статистики).
- Валовой внутренний продукт на душу населения на 2003 год составляет 9154,27 реалов (данные: Бразильский институт географии и статистики).
- Индекс развития человеческого потенциала на 2000 год составляет 0,813 (данные: Программа развития ООН).

## Состав микрорегиона
В составе микрорегиона включены следующие муниципалитеты:
1. Албертина
2. Андрадас
3. Бандейра-ду-Сул
4. Ботельюс
5. Калдас
6. Кампестри
7. Ибитиура-ди-Минас
8. Инконфидентис
9. Жакутинга
10. Монти-Сиан
11. Ору-Фину
12. Посус-ди-Калдас
13. Санта-Рита-ди-Калдас